# Astydamia
- Commons
- Wikispecies

Astydamia é um género botânico pertencente à família Apiaceae.